# Milà blanc
El milà blanc (Leptodon forbesi) és un ocell rapinyaire de la família dels accipítrids (Accipitridae). Habita zones de bosc en Alagoas, a l'est del Brasil. El seu estat de conservació es considera en perill d'extinció.
En algunes llengües rep el nom de "Milà de collar blanc" (Anglès: White-collared Kite. Castellà: Milano acollarado blanco).